# Krasnaja Zvezda
Krasnaja Zvezda (Ryska: Кра́сная звезда́, översatt "Röda stjärnan") är en sovjetisk och senare rysk militärtidning. Den grundades den 1 januari 1924. Tidningen var fram till 1991 försvarsministeriets officiella organ och lägger tyngdpunkten vid politiska och militära frågor. 
Mest kände skribenten är Vasilij Grossman som skrev för tidningen 1941-1945.